# Daniel Lipovetzky
Daniel Andrés Lipovetzky (La Plata, 2 de diciembre de 1967) es un político argentino que ejerció como diputado provincial por la Provincia de Buenos Aires entre 2019-2023. 
Es abogado y procurador, graduado de la Universidad Nacional de la Plata. Ha ejercido diferentes cargos públicos, entre los que se destacan Secretario de la Comisión Parlamentaria Argentina Chilena.[cita requerida] En 2013 fue nombrado Jefe de Asesores de la exdiputada Gabriela Michetti, Jefe de Gabinete de la Vicejefatura de Gobierno y Subsecretario de Inclusión y Coordinación del Gobierno de la Ciudad Autónoma de Buenos Aires. Fue también Secretario de Inclusión y Derechos Humanos del Gobierno de la Ciudad Autónoma de Buenos Aires.  
Ha sido Legislador de la Ciudad entre 2011 y 2015.  
Fue titular de la Comisión de Legislación General y es el encargado del debate previo a la votación, moderando las exposiciones sobre el tema. 
Se manifestó a favor del aborto.

## Biografía
Es hijo de Sara Amores y de Jaime César Lipovetzky. Nació y estudió en La Plata, en el colegio Nacional Rafael Hernández de la Universidad de La Plata, donde obtuvo la titulación de bachiller en 1985. En 1991 culminó sus estudios de grado en la Universidad Nacional de La Plata.  

## Trayectoria política y profesional
Desde 1994 hasta 2001 trabajó en el Senado de la Nación Argentina como asesor del senador Antonio Cafiero. En ese mismo período fue también Secretario del Capítulo Argentino de la Comisión Parlamentaria Conjunta Argentino-Chilena de carácter bicameral. Asimismo, entre 1998 y 2000 se desempeñó como asesor del Subsecretario de Comercio Exterior en la Subsecretaría de Comercio Exterior del Ministerio de Economía, Obras y Servicios Públicos. Allí estuvo a cargo de la Dirección de Negociaciones Comerciales Internacionales, fue representante por la República Argentina en el grupo ad hoc “Aspectos Institucionales” del MERCOSUR.
En 2001 trabajó en la Secretaría de Relaciones Económicas Internacionales y Cooperación de la Provincia de Buenos Aires, en calidad de Asesor del Subsecretario, con rango de Director Provincial. En 2002 y 2003 fue Asesor del Subsecretario de Industria en la Subsecretaría de Industria del Ministerio de Producción.[cita requerida]
Llegó a la Legislatura de la Ciudad Autónoma de Buenos Aires como Jefe de Asesores de la entonces Diputada Gabriela Michetti, el período 2003-2007. Con posterioridad, cuando fue elegida Vicejefa de Gobierno de la Ciudad Autónoma de Buenos Aires, Lipovetzky asumió como su Jefe de Gabinete por el bienio 2007 – 2009.
Desempeñó diversas funciones en el Gobierno de la Ciudad Autónoma de Buenos Aires. Entre ellas destacan su papel como Subsecretario de Inclusión y Coordinación de la Secretaría General en 2009; y su actuación como Secretario de Inclusión y Derechos Humanos de Jefatura de Gabinete de Ministros desde diciembre de 2009 hasta 2011.
En el periodo 2015-2019 se desempeñó como diputado de la Nación por la provincia de Buenos Aires. En dicho cuerpo presidió la Comisión de Legislación General en la Cámara de Diputados.
Fue Vicepresidente 2.º del Colegio Público de Abogados de Capital Federal en el período 2014-2016, y ha sido miembro de las comisiones directivas de la Sociedad Argentina de Derecho Laboral y de la Asociación de Abogados de Buenos Aires.

### Período como legislador de la Ciudad Autónoma de Buenos Aires
En su mandato en la legislatura de la Ciudad Autónoma de Buenos Aires, presidió la Comisión de Legislación del Trabajo y fue autor de 196 y coautor de 46 proyectos de ley, de los cuales varios se convirtieron en leyes. Entre los mismos destacan: 
- Ley de Honorarios profesionales de Abogados y Procuradores de la Ciudad.

- Prohibición de utilización de dispositivos multimedia sin auriculares en servicios de transporte públicos.

- Modificación del artículo 80 del anexo de la ley 1472 Archivado el 14 de febrero de 2020 en Wayback Machine.: Código contravencional En 2018 entidades que defienden los derechos de los inquilinos denunciaron al diputado Lipovetzky por "cajonear" el proyecto de Ley de Alquileres. La iniciativa fue redactada por las organizaciones de inquilinos del país que conforman el Frente de Inquilinos Nacional y fue discutida durante el 2016 en la Cámara Alta. Sin embargo el proyecto no obtuvo tratamiento en la comisión que preside el diputado Lipovetzky, quien además según la denuncia es el responsable de no convocar a reuniones de comisión y presentar otro proyecto de ley que beneficiaria a inmobiliarias con vínculos con el gobierno porteño[8][9][10][11]

- Modificación de la ley 2221 Archivado el 17 de septiembre de 2019 en Wayback Machine.: Las empresas de telefonía móvil tendrán una oficina de atención personalizada en cada una de las comunas de la Ciudad.

En 2018, durante el debate sobre el aborto, en las redes sociales se difundieron unas supuestas imágenes del diputado junto a la modelo y psicóloga Nadia Palik. Desde cuentas anónimas en las redes sociales, varios tuiteros aseguraron sin sustento que se trataría de una "asesora" en la Cámara de Diputados. Palik no aparece en la nómina de asesores del legislador y desde el entorno del diputado negaron que la joven trabaje como empleada pública. No obstante, ella reaccionó a los dichos de Lipovetzky diciendo que le había "partido el corazón" al decir que sus fotos juntos eran trucadas.

### Período como diputado Nacional por la Provincia de Buenos Aires
En su mandato en la Cámara de Diputados de la Nación Argentina, presidió la Comisión de Legislación General y fue autor de 44 y coautor de 87 proyectos de ley, de los cuales varios se convirtieron en ley. Entre los mismos destacan: 
- Ley Nacional contra Actos Discriminatorios (No aprobado).

- Declaró la emergencia económica en el Sistema de Préstamos con Capital Ajustable (Créditos Hipotecarios, Prendarios ajustados por UVA, UVI o cualquier otro índice destinados a vivienda única de ocupación permanente) (No aprobado).
- Código Civil y Comercial de la Nación - Ley 26994 - Modificaciones sobre contrato de locación.
- Juicio en ausencia para delitos graves contra la humanidad.

- Modificación del Art. 431 bis del Código Procesal Penal de la Nación Argentina, sobre no procedencia del juicio abreviado en comisión de delitos de trata de personas.

- Se declara monumento histórico nacional al edificio donde funciona el Colegio Nacional "Rafael Hernández" ubicado en la ciudad de La Plata (No aprobado)Ley 14346- Modificaciones sobre penas por maltratos.

- Interrupción Voluntaria del Embarazo durante las primeras 14 semanas de gestación. Modificación del Código Penal.

- Incorporación de los artículos 700 bis, 701 bis y 702 bis al Código Civil y Comercial de la Nación sobre la privación de responsabilidad parental al condenado por el delito de homicidio doloso contra padre o madre de los hijos o hijas en común con la víctima.[14]
- Ley de alquileres o La ley nacional 27.551 modificó el Código Civil y Comercial de la nación e introdujo, entre otras novedades, cambios en la actualización del valor de los alquileres y el pago de expensas, creó el Programa Nacional de Alquiler Social y definió métodos alternativos de resolución de conflictos. (Aprobada) (derogada por DNU 70/23 de Javier Milei)

### Discusión en "Intratables" con Javier Milei
Daniel Lipovetsky fue el autor en el año 2018 de la famosa frase: "Armá un partido político y presentate a elecciones" haciendo alusión a que Javier Milei no estaba calificado para emitir opiniones críticas sobre los políticos argentinos.